# Once More With Feeling
Once More With Feeling este o compilație a trupei de rock alternativ Placebo, lansată pe 25 octombrie 2004, care cuprinde aproape toate single-urile lansate de trupă (cu excepția „Bruise Pristine”, prima ediție, a „Come Home” și a „Burger Queen Français”; în plus, ea mai conține două piese noi (la vremea respectivă), și anume „I Do” și „Twenty Years”, ultima fiind extrasă pe single și beneficiind de videoclip.
Brian Molko a declarat următoarele despre lansarea acestei compilații: „Nu e vorba despre ceva gen 'greatest hits', nu este un best of, e un fel de document istoric, o retrospectivă de ordin cronologic a trupei, ce conține piesele cele mai accesibile. Alegerea single-urilor a fost un fel de a ne prezenta vechiul repertoriu. Suntem conștienți că 40% din fanii noștri de azi au devenit fani în epoca albumului Sleeping With Ghosts și mai ales o dată cu 'The Bitter End'. Îi vedem la concertele noastre, au 14-15 ani... În epoca primului nostru album, ei încă se mai uitau la televizor...”
Ediția limitată a albumului beneficiază de un disc bonus ce include remixuri ale pieselor trupei efectuate de artiști precum Timo Maas sau Alpinestars.
Există și o ediție limitată lansată pe piața mexicană, ce include remixuri efectuate de artiști mexicani.
Compilația a fost lansată cu sistemul de protecție Copy Control în anumite regiuni.

## Lista melodiilor
1. „36 Degrees” – 3:07 (lansat în 1996)
2. „Teenage Angst” – 2:40 (1996)
3. „Nancy Boy” (Radio Edit) – 3:19 (1997)
4. „Bruise Pristine” – 3:36 (1997)
5. „Pure Morning” (Single Edit) – 3:59 (1998)
6. „You Don't Care About Us” – 4:01 (1998)
7. „Every You Every Me” (Single Mix) – 3:34 (1999)
8. „Without You I'm Nothing” (Single Mix) (featuring David Bowie) – 4:14 (1999)
9. „Taste in Men” (Radio Edit) – 3:59 (2000)
10. „Slave to the Wage” (Radio Edit) – 3:46 (2000)
11. „Special K” – 3:50 (2000)
12. „Black-Eyed” – 3:44 (2001)
13. „The Bitter End” – 3:11 (2003)
14. „This Picture” – 3:35 (2003)
15. „Special Needs” (Edit) – 3:29 (2003)
16. „English Summer Rain” (Single Version) – 3:10 (2004)
17. „Protège-Moi” – 3:14 (2004)
18. „I Do” – 2:27 (2004)
19. „Twenty Years” – 4:19 (2004)

### CD bonus
1. „Special K (Timo Maas remix)”
2. „Without you I'm Nothing (Unkle remix)”
3. „Every You Every Me (Infected by the Scourge of the Earth mix)”
4. „Protège-Moi (M83 remix)”
5. „Slave to the Wage (Oh my God what the hell rolling on floor laughing my bottom out barbecue sauce I can't believe it's a remix)”
6. „Pure Morning (Les Rythmes Digitales remix)”
7. „Taste in Men (Alpinestars Kamikaze skimix)”
8. „Black-Eyed (Placebo vs. Le Vibrator mix)”
9. „English Summer Rain (Freelance Hellraiser remix)”
10. „This Picture (Junior Sanchez remix)”

### CD bonus ediția mexicană
1. „I Do (Material mix)”
2. „English Summer Rain (Sussie 4 mix)”
3. „This Picture (Mexican Institute of Sound - I Love My Rocket mix)”
4. „Special Needs (Blackpulke mix)”
5. „I Do (Wop Remake)”
6. „This Picture (Blackpulke mix)”
7. „English Summer Rain (Glitte R.Mx)”
8. „Special Needs (Chuck Y Los Olvidados - Respect The Coda mix)”
9. „This Picture (Isaac Junke mix)”

### Tracklist DVD
1. „36 Degrees”
2. „Teenage Angst”
3. „Nancy Boy”
4. „Bruise Pristine”
5. „Pure Morning”
6. „You Don't Care About Us”
7. „Every You Every Me”
8. „Without You I'm Nothing”
9. „Taste in Men”
10. „Slave to the Wage”
11. „Special K”
12. „Black-Eyed”
13. „The Bitter End”
14. „This Picture”
15. „Special Needs”
16. „English Summer Rain”

Coperta DVD-ului „Once More With Feeling”

17. „Protège-Moi” (live la Bercy, extras de pe DVD-ul Soulmates Never Die (Live in Paris 2003))
18. „Twenty Years”

### Extras de pe DVD
- Care In The Community (interviu cu trupa)
- Spite and Malice (cu Justin Warfield live la Reading Festival 2000)
- 20th Century Boy (cu David Bowie live la Brit Awards 1999)
- Nancy Boy și Peeping Tom - live din turnee
- Soulmates Never Die - Placebo Live în Paris, trailer
- English Summer Rain (videoclip live)
  - Include comentarii audio exclusive ale trupei Placebo

## Poziții în topuri
- 1 (Mexic)
- 4 (Elveția)
- 8 (Marea Britanie)
- 8 (Austria)
- 8 (Italia)
- 12 (Portugalia)
- 14 (Germania)
- 14 (World Chart)
- 30 (Australia)